# Соколовка (район імені Лазо)
Соколо́вка (рос. Соколовка) — село у складі району імені Лазо Хабаровського краю, Росія. Входить до складу Марусинського сільського поселення.

## Населення
Населення — 375 осіб (2010; 457 у 2002).
Національний склад (станом на 2002 рік):
- росіяни — 86 %